# آذرین‌لایه

بخش‌های یک توده نفوذی:
۱. کوژسنگ (لاکولیت)
۲. آذرین‌تیغه کوچک
۳. ژرف‌سنگ (باتولیت)
۴. آذرین‌تیغه (دایک)
۵. آذرین‌لایه (سیل)
۶. تنوره آتشفشانی (پایپ)
۷. کاوسنگ (لوپولیت)

آذرین‌لایه یا سیل (Sill)، در زمین‌شناسی، به تودهٔ نفوذی آذرین تختی که در میان لایه‌های رسوبی قدیمی‌تر یک آتشفشان رخنه کند می‌گویند.
آذرین‌لایه‌ها همیشه به موازات بسترهای سنگی پیرامون خود حالت می‌گیرند.
واژهٔ آذرین‌لایه از مصوبات فرهنگستان زبان فارسی است.